# Labioplastika

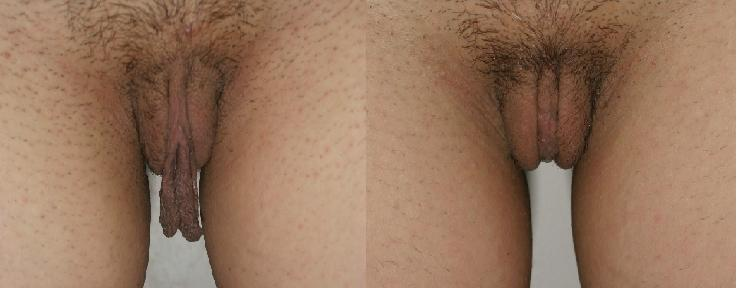
Fotografie před a po zákroku

Labioplastika je chirurgický úkon prováděný na ženských zevních pohlavních orgánech – vulvě. Zákrok spočívá v odstranění části malých stydkých pysků (labia minora pudendi) a jejich úpravě do požadované velikosti, případně tvaru. V extrémním případě může jít o jejich úplné odstranění.
Důvodem operace může být nadměrná velikost anebo délka malých stydkých pysků, která způsobuje potíže např. při sportu (jízda na kole) nebo v intimním životě. Rekonvalescence po labioplastice trvá většinou jen několik dnů, otoky však přetrvávají déle. Několik týdnů je nutná pečlivá hygiena a omezení v intimním životě. Není vhodné nosit příliš těsné oblečení, aby bylo hojení efektivní a bez komplikací.